# Gotmar I
Gotmar I fou bisbe de Girona entre 842 i 850. A les Constitutiones Synodales consta com a bisbe des del 2 de setembre de 841. El 21 d'agost del 842 apareix el comte Alaric I i Gondemar en un plet pels drets de l'església. Aquests mitjançant procuradors, anomenats respectivament Scluano i Ansulfo. L'església de Santa Maria i Sant Fèlix al comtat d'Empúries i Peralada, i sobretot els impostos del pasquari (sobre els pastos) i el teloni (sobre mercaderies), que l'església adduïa que havien estat cedits per Lluís el Pietós, per la part del comte el procurador argumentà que no hi havia constància la investidura de les possessions del rei de França. A petició dels jutges de proves que n'avalessin la possessió Ansulf presentà testimonis, que declararen al favor de la seva causa, recordant els fets que Guimer havia presentat el mandat del rei al comte Sunyer i que aquest li havia donat dits drets. No presentant objeccions a allò dit pels testimonis ni intentà desacreditar-los el procurador d'Alaric, els jutges resolgueren a favor del bisbat la resolució del plet i ordenaren la restitució a aquesta dels béns usurpats pel comte d'Empúries. D'aquest judici consten els noms dels jutges: Guadamiro, Carpion, Leuchiriaco, Asemundo, Hemano, Tasoario, Servus Dei, Obasio, Geruncio, Salomon, Ildesindo, Sanson, Sentrario, Benerello i Daniel.
L'any 844 Carles el Calb visitava l'Abadia de Sant Sadurní de Tolosa, aprofitant l'ocasió el visitaren diversos senyors de la Marca Hispànica, entre ells Gondemar, qui obtingué la confirmació dels drets del bisbat d'acord amb el precepte atorgat pel seu pare Lluís el Pietós a Guimer. A les que afegí una cel·la de Sant Climent amb la casa rústica de Sant Climent d'aquell monestir, i la dels llocs anomenats de Fonsedicto, la d'Apiliares o Apiolas amb els seus termes i habitants (11 de juny). El 22 de gener de l'any 850 consta Gotmar com a litigant amb un tal Leon, sobre la suposada usurpació per part del bisbat d'unes cases vinyes i estables de la vila de Fonsedicto en el territori de Girona que posseïa aquest.